# 1173
Năm 1173 trong lịch Julius.

## Sinh
- 23 tháng 12: Ludwig der Kelheimer, công tước của Bayern từ năm 1183 và Kurpfalz kể từ năm 1214
- Lý Cao Tông, hoàng đế thứ bảy của nhà Lý, cai trị từ năm 1175 đến năm 1210
- Thân Loan, Cao tăng người Nhật, người sáng lập ra Tịnh độ chân tông của Phật giáo Nhật Bản

## Mất
- 7 tháng 11: Cao Ly Nghị Tông, quốc vương thứ mười tám của Cao Ly trong lịch sử Triều Tiên
- Raimbaut d'Aurenga, chúa của Orange và Aumelas, nhà thơ và nhà soạn nhạc người Pháp